# Por cuatro días locos
 Por cuatro días locos  es una película en blanco y negro de Argentina dirigida por Julio Saraceni sobre el guion de Ariel Cortazzo y Rodolfo Sciammarella que se estrenó el 2 de diciembre de 1953 y que tuvo como protagonistas a Alberto Castillo, Amalia Sánchez Ariño, Francisco Charmiello y Mario Pugliese.

## Sinopsis
Una mujer que llega de España para ver a su nieto médico que es suplantado por un joven cantante.

## Reparto
- Alberto Castillo ... Alberto Morell
- Amalia Sánchez Ariño ... Condesa de Alcántara
- Francisco Charmiello ... Don Antonio
- Mario Pugliese ... Cariño
- Salvador Fortuna
- Tato Bores
- Los Lecuona Cuban Boys
- Carmen Campoy ... Beba
- Alfredo Almanza
- Héctor Armendáriz ... Bartolomé Cornejo Canal
- Ernesto Báez
- Hugo Chemin ... Carlos Murúa
- Margarita Padín ... Manuela Logroño
- Norma Giménez ... Pilar
- Aurelia Ferrer ... Doña Francisca
- María Armand ... Doña Lola

## Comentarios
King opinó en El Mundo:

”(Alberto Castillo) se deja llevar por la fácil corriente de una anécdota superficial…apuntalado por sus canciones.”